# ماساکی یاماموتو
ماساکی یاماموتو (انگلیسی: Masaki Yamamoto؛ زادهٔ ۲۴ اوت ۱۹۸۷) بازیکن فوتبال اهل ژاپن است.
از باشگاه‌هایی که در آن بازی کرده‌است می‌توان به باشگاه فوتبال شیمیزو اس-پالس، باشگاه فوتبال کاوازاکی فرونتال، باشگاه فوتبال جف یونایتد ایچیهارا چیبا، و باشگاه فوتبال کونسادول ساپورو اشاره کرد.